# ネマタンサス属
ネマタンサス属（ネマタンサスぞく）はイワタバコ科の属の1つ。ネマタンツス属ともいう。学名はNematanthus。
南アメリカに約20種が分布する。葉は多肉で対生する。 

## 主な種
N. gregarius（シノニムHypocyrta nummularia）
ヒポシルタ、金魚の木という名前で流通している。開花期は春〜初夏で、繁殖は挿し木。